# No Man’s Land (album Souls of Mischief)
No Man’s Land – drugi album studyjny hip-hopowej grupy Souls of Mischief finalnie wydany 10 października 1995 roku przez wytwórnię płytową Jive Records.

## Lista utworów
1. „So You Wanna Be A...”
2. „No Man’s Land”
3. „Rock It Like That”
4. „Secret Service”
5. „Freshdopedope”
6. „Where the Fuck You At?”
7. „'94 Via Satellite”
8. „Do You Want It?”
9. „Come Anew”
10. „Bump Shit”
11. „Ya Don't Stop”
12. „Yeah It Was You” (feat. Pep Love)
13. „Hotel, Motel”
14. „Fa Sho Fa Real”
15. „Dirty D's Theme (Hoe or Die)”
16. „Times Ain't Fair”